# Armoiries de Saint-Vincent-et-les-Grenadines
Le blason de Saint-Vincent-et-les-Grenadines fut adopté en 1912. 
La pièce maîtresse est inspirée du badge colonial utilisé de 1907 à 1979, Il montre deux femmes, sur un sol sinople, entourées d'un cadre d'or. Une d'elles porte un rameau d'olivier, l'autre est agenouillée devant un autel et porte un plateau d'or. Le tout est surmonté par une plante. Sur une ceinture d'argent on peut lire la devise officielle du pays “Pax et Justitia” (Paix et Justice).